# Juba rianae
Juba rianae är en insektsart som beskrevs av Dlabola 1994. Juba rianae ingår i släktet Juba och familjen Flatidae. Inga underarter finns listade i Catalogue of Life.